# Hayden Rolence

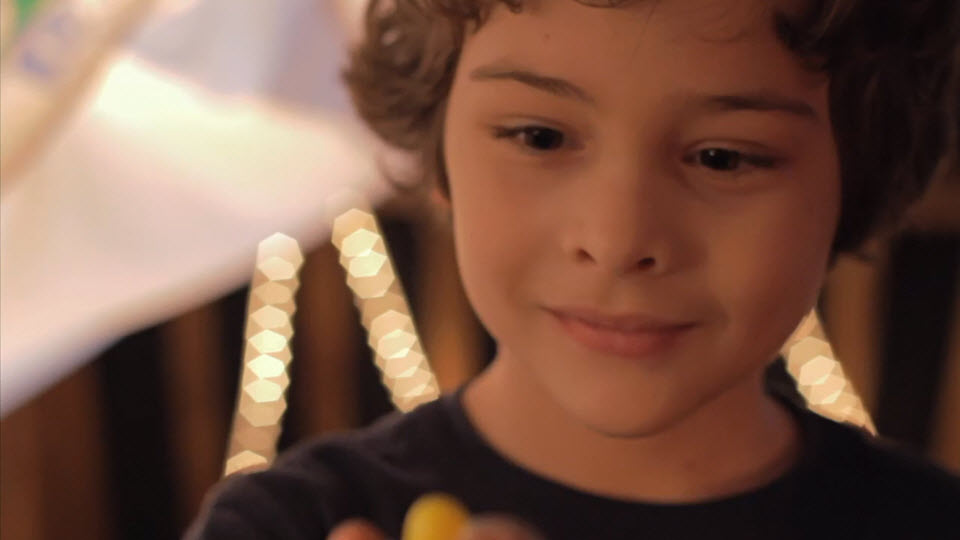
Hayden Rolence, 2013

Hayden Rolence (* 15. Juli 2004 in Aurora, Illinois) ist ein US-amerikanischer Schauspieler. Er begann seine Schauspielkarriere im Jahr 2012 und ist der Sohn von Jason Rolence und Marlene Rolence.

## Filmografie (Auswahl)
- 2012: Cicero in Winter (Kurzfilm)
- 2013: Whom I Fear (Kurzfilm)
- 2015: Beta Persei (Kurzfilm)
- 2016: Findet Dorie (Finding Dory, Stimme von Nemo)

## Videospiele
- 2015: Disney Infinity 3.0 (Stimme von Nemo)

## Auszeichnungen
- 2017: Kids’ Choice Award for Favorite #Squad (Findet Dorie)